# Krycha
Krycha – część miasta Sompolna. Znajduje się w północnej części miasta nad brzegiem Noteci. Osiedle jest ulicówką będącą w obrębie ulic: Krycha i Nadnoteckiej. W centrum Krychy przebiega droga wojewódzka nr 266.